# Wielenbach
Wielenbach è un comune tedesco di 3 167 abitanti, situato nel land della Baviera.